# Víctor Fernández Manero 1ra. Sección
Víctor Fernández Manero 1ra. Sección är en ort i Mexiko.   Den ligger i kommunen Jalapa och delstaten Tabasco, i den sydöstra delen av landet, 700 km öster om huvudstaden Mexico City. Víctor Fernández Manero 1ra. Sección ligger 13 meter över havet och antalet invånare är 177.
Terrängen runt Víctor Fernández Manero 1ra. Sección är mycket platt. Runt Víctor Fernández Manero 1ra. Sección är det ganska tätbefolkat, med 52 invånare per kvadratkilometer. Närmaste större samhälle är Villahermosa, 18,8 km nordväst om Víctor Fernández Manero 1ra. Sección. Trakten runt Víctor Fernández Manero 1ra. Sección består till största delen av jordbruksmark.